# 33534 Meiyamamura
33534 Meiyamamura è un asteroide della fascia principale. Scoperto nel 1999, presenta un'orbita caratterizzata da un semiasse maggiore pari a 2,4096415 UA e da un'eccentricità di 0,1381217, inclinata di 1,54899° rispetto all'eclittica.